# Юнек, Юлиус
Юлиус Юнек (чеш. Julius Junek; 1 ноября 1873, Брандис-над-Лабем — 16 октября 1927, Прага) — чешский виолончелист.
Окончил Пражскую консерваторию, ученик Гануша Вигана. В связи с болезнью Отто Бергера в 1894 г. временно замещал его в состав Чешского квартета, затем отправился в Загреб в качестве солиста в оркестре Загребской оперы, некоторое время преподавал в Любляне. Вернувшись в Прагу в 1900 г., был солистом в оркестре Пражской оперы, преподавал в консерватории. В 1906 г. безуспешно пробовался на место солиста в Венском филармоническом оркестре, годом позже был принят в оркестр, но не на первый пульт. Одновременно с 1907 г. играл в оркестре Венской придворной оперы, в 1907—1911 гг. также в струнном квартете Франтишека Ондржичека. В 1918 г., после обретения Чехословакией независимости, из патриотических соображений покинул (вместе с двумя другими музыкантами, Карелом Йераем и Адольфом Мишеком) венские оркестры и вернулся в Прагу. Заведовал кафедрой виолончели в Пражской консерватории; среди его учеников, в частности, Рудольф Кубин и Карел Православ Садло.